# Pyrenopeziza arundinacea
Pyrenopeziza arundinacea är en svampart som först beskrevs av Augustin Pyrame de Candolle, och fick sitt nu gällande namn av Jean Louis Emile Boudier 1907. Pyrenopeziza arundinacea ingår i släktet Pyrenopeziza, ordningen disksvampar, klassen Leotiomycetes, divisionen sporsäcksvampar och riket svampar.   Inga underarter finns listade i Catalogue of Life.